# Ommatius invehens
Ommatius invehens là một loài ruồi trong họ Asilidae. Ommatius invehens được Walker miêu tả năm 1864. Loài này phân bố ở miền Australasia.